# Метрополітен Брешії
Метрополітен Брешії (італ. Metropolitana di Brescia) — лінія метро в місті Брешія, Італія. Відкрито 2 березня 2013 року.
Сьомий метрополітен Італії.

## Історія
Ідея побудувати метро в Брешія у місцевої влади виникла ще в середині 1980-х років. За для вивчення досвіду Франції в будівництві автоматизованих систем метро, була направлена комісія до Лілля, де з'явилася перша подібна система в Європі. За висновками комісії на початку 90-х були створені конкретні плани щодо будівництва. Але джерела фінансування були знайдені лише на початку 2000-х. Контракт на будівництво підписаний у 2003 році. Будівельні роботи почалися в січні 2004, але і тут не обійшлося без ускладнень. Під час риття котлованів у центрі міста були знайдені археологічні пам'ятки, дослідження яких потребувало часу. Все це затримувало проєкт.

## Система
У місті існує одна лінія на якій 17 станцій (13 підземних) та 13,7 км (9,7 км тунелю). Використовуються тривагонні автоматизовані потяги, які живляться від третьої рейки, всього 18 потягів. Усі станції мають берегові платформи закритого типу. Обидві колії в єдиному тунелі великого діаметра.

## Режим роботи
Працює з 5:00 до 0:00. Інтервал від 4-х хвилин в годину пік до 10 хвилин ввечері.